# Фильмография Дэвида Гриффита
На этой странице приведен список фильмов американского режиссёра Дэвида Гриффита.

## 1907—1910

### 1907
- Снежное чучело / (как актёр, реж. Мак-Кэтчен)
- Когда рыцарство было в цвету / (как актёр, акт. Линдой Арвидсон)

### 1908
- Спасённый из орлиного гнезда / Rescued from an Eagle’s Nest (актёр)
- Старый ростовщик Исаак / Old Isaacs, the Pawnbroker (актёр, сценарист)
- Приключения Долли / The Adventures of Dollie
- Из любви к золоту / For Love of Gold
- Много лет спустя / After Many Years
- Борьба за свободу / The Fight for Freedom
- Укрощение строптивой / The Taming Of The Shrew
- Отказавшийся у алтаря / Balked at the Altar
- Краснокожий и дитя / The Red Man and the Child
- Роковой час / The Fatal Hour
- Мужчина и женщина / The Man and the Woman
- За кулисами / Behind the Scenes
- Сердце О’Ямы / The Heart of O’Yama
- Краснокожая / The Red Girl
- Жена плантатора / The Planter’s Wife
- Зов предков / The Call of the Wild
- Сердце зулуса / The Zulu’s Heart
- Песня рубашки / The Song of the Shirt
- Путь женщины / A Woman’s Way
- Дьявол / The Devil
- Отец входит в игру / Father Gets in the Game
- Дочь хозяина таверны /The Tavern Keeper’s Daughter
- Чёрная гадюка /The Black Viper
- Обманутые на вечеринке /Deceived Slumming Party
- The Bandit's Waterloo
- Невероятный побег /A Calamitous Elopement
- Смазчик гантели /The Greaser’s Gauntlet
- Ради чести жены /For a Wife’s Honor
- Преданный Хайендпрайнтом /Betrayed by a Handprint
- Утро понедельника в офисе полиции острова Кони /Monday Morning in a Coney Island Police Court
- Из-за денег /Money Mad

### 1909
- Алмаз Брахмы / The Brahma Diamond
- Ошибка грабителя / A Burglar's Mistake
- Карниз для штор / The Curtain Pole
- Криминальный гипнотизер / The Criminal Hypnotist
- Преобразование пьяницы / A Drunkard's Reformation
- Очаровательная миссис Фрэнсис / The Fascinating Mrs. Francis
- Золотой Луи / The Golden Louis
- Месть шута / Месть шута
- Love Finds a Way
- Mr. Jones Has a Card Party
- One Touch of Nature
- A Rural Elopement
- A Wreath in Time
- The Welcome Burglar
- Эти ужасные шляпы / Those Awful Hats
- Трагическая любовь / Tragic Love
- Армия спасения / The Salvation Army Lass
- Прусский шпион / The Prussian Spy
- Приманка из платья / The Lure of the Gown
- The Hindoo Dagger
- Любовь политика / The Politician's Love Story
- Девочки и папа / The Girls and Daddy
- Я это сделала / I Did It
- Любовь его подопечного / His Ward's Love
- Спекуляция пшеницей / A Corner in Wheat
- Честь воров / Честь воров
- Авантюра леди Хелен / Lady Helen’s Escapade
- Скрипичный мастер из Кремоны / The Violin Maker of Cremona
- Одинокая вилла / The Lonely Villa
- Эдгар Аллан По / Edgar Allan Poe
- Нить судьбы / The Cord of Life
- В маленькой Италии / In Little Italy
- Ловушка для Санта-Клауса / A Trap for Santa Claus
- Испытание / The Test
- Открытые ворота / The Open Gate
- Полночное приключение / A Midnight Adventure
- Сладкая месть / A Sweet Revenge
- Две женщины и мужчина / Two Women and a Man
- Реставрация / The Restoration
- Маленький учитель / The Little Teacher
- Пробуждение / The Awakening
- Разыскивается, ребенок / Wanted, a Child
- Кожаные чулки / Leather Stocking
- Детский друг / The Children’s Friend
- Мельница богов / The Mills of the Gods
- Ах, дядя! / Oh, Uncle!
- Седьмой день / The Seventh Day
- Друг семьи / The Friend of the Family
- Заговор кардинала / The Cardinal’s Conspiracy
- Послание / The Message
- Ожерелье / The Necklace
- Путь человека / The Way of Man
- Новая шутка / A New Trick
- Клуб самоубийц / The Suicide Club
- Удачливый Джим / Lucky Jim
- Путь к сердцу / The Road to the Heart
- Джонс и его новые соседи / Jones and His New Neighbors
- Обман / The Deception
- Голос скрипки / The Voice of the Violin
- Деревянная нога / The Wooden Leg
- Мать его жены / His Wife’s Mother
- На алтаре / At the Altar
- Жертвоприношение / The Sacrifice
- Мама / Mamma
- И маленький ребёнок поведёт их / And a Little Child Shall Lead Them

### 1910
- Рамона / Ramona
- Серьёзные шестнадцатилетние / Serious Sixteen
- Всё из-за молока / All on Account of the Milk (продюсер)
- Белые розы / White Roses
- Урок / The Lesson
- Официант № 5 / Waiter No. 5
- Трагичное лето / A Summer Tragedy
- Маленькие ангелы удачи / Little Angels of Luck
- Дело о яйце / The Affair of an Egg
- Неожиданная помощь / Unexpected Help
- Лицо в окне / The Face at the Window
- Жертва ревности / A Victim of Jealousy
- Ребенок из гетто / A Child of the Ghetto
- Два брата / The Two Brothers
- Его последний доллар / His Last Dollar
- Курильщик / The Smoker
- Человек / The Man
- В старой Калифорнии / In Old California
- Его последнее ограбление / His Last Burglary
- The Englishman and the Girl
- Честь его семьи / The Honor of His Family
- Зов / The Call
- Вечное море
- Районы / (акт. Мэри Пикфорд)
- Преодолевший предрассудки
- Сердце и меч / (акт. Бланш Свит и Чарлз Уэст)
- Дом с закрытыми ставнями / (акт. Бланш Свит и Чарлз Уэст)
- Аркадская дева / An Arcadian Maid

## 1911—1920

### 1911
- Телеграфистка из Лоундэйла / The Lonedale Operator
- Битва / The Battle
- Голос ребенка / The Voice of the Child
- Любовь в горах / Love in the Hills
- Приключения Билли / The Adventures of Billy
- Отсчет / The Unveiling
- Итальянская кровь  / Italian Blood
- Её пробуждение / Her Awakening
- Роза Кентукки / The Rose of Kentucky
- Последняя капля воды / The Last Drop of Water
- Страна Амура / A Country Cupid
- Индийские братья / The Indian Brothers
- Вор и девушка / The Thief and the Girl
- Енох Арден: Часть I / Enoch Arden: Part I
- Енох Арден: Часть II / Enoch Arden: Part II
- Улыбка ребенка / The Smile of a Child
- Платок его матери / His Mother’s Scarf
- Рыцарь дорог / A Knight of the Road
- Его дочь / His Daughter
- Три сестры / Three Sisters
- Бриллиантовая звезда / The Diamond Star
- Два пути / The Two Paths

### 1912
- Любительница румян / The Painted Lady
- Мушкетёры аллеи Пиг  / Musketeers of Pig alley
- Нью-йоркская шляпка / The New York Hat
- Невидимый враг / An Unseen Enemy
- Происхождение человека / Man’s Genesis
- Резня
- The Eternal Mother
- Ради сына
- The Old Bookkeeper
- Призыв на помощь / A Cry for Help
- Мой герой / My Hero
- Жестокость / Brutality
- Друзья / Friends
- Две дочери Евы / Two Daughters of Eve
- Слепая любовь / Blind Love
- Узкая дорога / The Narrow Road
- Лена и гуси / Lena and the Geese
- Временное перемирие / A Temporary Truce
- Его урок / His Lesson
- Гостиница ночью / A Lodging for the Night
- Старый актёр / The Old Actor
- Корень зла / The Root of Evil
- Любовь сестры / A Sister’s Love

### 1913
- Барышня и мышка / The Lady and the Mouse
- Юдифь из Бетулии / Judith of Bethulia
- Масло и вода / Oil and Water
- Два мужчины в пустыне / Two Men of the Desert
- Ошибка / The Mistake
- Реформаторы / The Reformers, or The Lost Art of Minding One’s Business
- Дом тьмы / The House of Darkness
- Скиталец / The Wanderer
- Вероломство Марии / The Perfidy of Mary
- Судьба / Fate
- Рядом с землей / Near to Earth
- Братья / Brothers
- The Telephone Girl and the Lady
- Три друга / Three Friends
- Смертельный марафон / Death’s Marathon

### 1914
- Побег / The Escape
- Совесть-мститель, или «Не убий»  / The Avenging Conscience: or 'Thou Shalt Not Kill'
- Дом, любимый дом / Home, Sweet Home
- Грубая сила / Brute Force
- Битва полов / The Battle of the Sexes

### 1915
- Рождение нации / The Birth of a Nation

### 1916
- Нетерпимость / Intolerance: Love’s Struggle Throughout the Ages

### 1918
- Сердце мира / Hearts of the World
- Великая любовь / The Great Love
- Величайшая вещь в жизни / The Greatest Thing in Life

### 1919
- Верное сердце Сюзи / True Heart Susie
- Роман счастливой долины / A Romance of Happy Valley
- Багряные дни / Scarlet Days
- Мать и закон / The Mother and the Law
- Падение Вавилона / The Fall of Babylon
- Величайший вопрос / The Greatest Question
- Сломанные побеги / Broken Blossoms

### 1920
- Танцующий идол / The Idol Dancer
- Цветок любви  / The Love Flower
- Путь на Восток  / Way Down East

## 1921—1930

### 1921
- Улица грёз / Dream Street
- Сиротки бури / Orphans of the Storm

### 1922
- Одна захватывающая ночь / One Exciting Night

### 1923
- Белая роза / The White Rose

### 1924
- Америка / America
- Разве жизнь не чудесна? / Isn’t Life Wonderful

### 1925
- Салли из опилок / Sally of the Sawdust

### 1926
- Эта королевская девица / That Royle Girl
- Скорбь сатаны / The Sorrows of Satan

### 1927
- Топси и Ева / Topsy and Eva

### 1928
- Барабаны любви / Drums of Love
- Битва полов/ The Battle of the Sexes

### 1929
- Ночная леди / Lady of the Pavements

### 1930
- Авраам Линкольн / Abraham Lincoln

## 1931

### 1931
- Борьба / The Struggle